# Metroid Dread
Metroid Dread ist ein 2021 veröffentlichtes Videospiel des spanischen Entwicklers MercurySteam und des japanischen Spielkonsolenherstellers Nintendo. Das Action-Adventure ist der fünfte Teil in Nintendos Metroid-Serie und erschien exklusiv für Nintendo Switch. Weltweit wurden über 2,9 Millionen Kopien des Spiels verkauft, womit es das meistverkaufte Spiel der Reihe ist.

## Handlung
Samus, die Protagonistin der Spielserie, erhält den Auftrag einen Planeten namens ZDR zu erforschen, nachdem die Galaktische Föderation Hinweise darauf erhalten hat, dass sich hier X-Parasiten aus Metroid Fusion aufhalten, die zunächst als ausgelöscht galten. Hier stellt sich ihr auch einer der zuvor von der Galaktischen Föderation zur Erkundung entsandten E.M.M.I.-Roboter („Extraplanetary Multiform Mobile Identifiers“) in den Weg. Die Roboter wurden auf dem Planeten von einer unbekannten Macht gehackt und sind immun gegen Samus’ Bewaffnung, sodass sie diesen ausweichen muss, um ihre Ziele zu erreichen.

## Entwicklung und Veröffentlichung
MercurySteam entwickelte das Spiel im Auftrag des japanischen Videospielherstellers Nintendo. Nintendo selbst überwachte die Qualität des Spiels – dies geschah vornehmlich durch Yoshio Sakamoto, der bereits seit dem ersten Metroid-Spiel auf dem Nintendo Entertainment System federführend für die Reihe zuständig ist. Metroid Dread wurde am 15. Juni 2021 im Rahmen einer Nintendo-Präsentation während der Spielemesse E3 angekündigt. Das Spiel erschien am 8. Oktober 2021 als Download über den Nintendo eShop sowie auf Spielmodul im Einzelhandel für eine unverbindliche Preisempfehlung von rund 60 Euro.

## Rezeption
Metroid Dread erhielt „allgemein positive Bewertungen“ der Fachpresse und erreichte einen Metascore von 88 aus 100 Punkten, basierend auf über 130 Rezensionen. Laut OpenCritic empfehlen 95 Prozent der Kritiker das Spiel. Gelobt werden unter anderem die lange Hintergrundgeschichte, gelungenes Leveldesign und ausgefeilte Spielmechanik. Metroid Dread erfülle die Erwartungen langjähriger Fans der Serie, ohne dabei veraltet auszusehen. Kritik erhielt Metroid Dread allerdings für teilweise sehr fordernde Bosskämpfe. Bei den Game Awards 2021 wurde das Spiel in den Kategorien „Best Game“ und „Best Action/Adventure“ nominiert, und in letzterer ausgezeichnet.
In den japanischen Verkaufscharts belegte Metroid Dread mit Abstand den ersten Platz in der Woche seiner Veröffentlichung. Bereits wenige Tage nach Erscheinen zeichnete sich Dread als der bisher erfolgreichste Titel der Serie ab. Bis zum 31. März 2022 verkaufte sich der Titel weltweit etwa 2,9 Millionen Mal, davon 270.000 Mal in Japan.
Kurz nach Veröffentlichung wiesen ehemalige Angestellte des Entwicklers MercurySteam darauf hin, dass, obwohl sie teilweise über Monate am Spiel mitgewirkt hätten und auch ihre Arbeit im Endprodukt zu sehen sei, ihre Namen nicht in den Credits auftauchen würden. Nachdem diverse Fachportale berichteten, reagierte MercurySteam und wies auf firmeninterne Richtlinien hin, die eine Mitarbeit für mindestens 25 % der Entwicklungsdauer eines Spiels vorschreiben, um in den Credits genannt zu werden. Bei allen Angestellten, die weniger lang am Projekt beteiligt waren, sei dem Entwickler deren Nennung in den Credits vorbehalten. Ähnliche und zum Teil noch strengere Richtlinien bezüglich der Namensnennung in den Credits sind in der Branche nicht unüblich und standen bereits in der Vergangenheit in der Kritik.